# Tappeh-ye Khargūshān
Tappeh-ye Khargūshān (persiska: تپه خرگوشان) är en ort i Iran.   Den ligger i provinsen Kermanshah, i den västra delen av landet, 500 km väster om huvudstaden Teheran. Tappeh-ye Khargūshān ligger 1 472 meter över havet och antalet invånare är 243.
Terrängen runt Tappeh-ye Khargūshān är huvudsakligen kuperad, men åt nordväst är den bergig.Runt Tappeh-ye Khargūshān är det ganska tätbefolkat, med 72 invånare per kvadratkilometer. Närmaste större samhälle är Sharak-e Tamarkhān, 14,1 km väster om Tappeh-ye Khargūshān. Trakten runt Tappeh-ye Khargūshān består i huvudsak av gräsmarker.